# Битва при Пичинче
Битва при Пичинче (исп. Batalla de Pichincha) — сражение во время Эквадорской войны за независимость, произошедшее 24 мая 1822 года на склонах вулкана Пичинча, недалеко от города Кито, Эквадор. Итоговое сражение, в результате которого, нынешняя столица Эквадора — Кито, была освобождена от войск Испанской империи.

## Предыстория
9 октября 1820 года в городе Гуаякиль произошло восстание, и он провозгласил свою независимость от Испанской империи. Было образовано государство — Свободная провинция Гуаякиль.
К этому времени патриоты побеждали в войнах за независимость в Южной Америке: победа Симона Боливара в битве при Бояке (7 августа 1819 г.) закрепила независимость бывшего вице-королевства Новая Гранада, в то время как на юге Хосе де Сан-Мартин, высадившись со своей армией на побережье Перу в сентябре 1820 года, готовил кампанию за независимость Перу.
Было предпринято две военных попытки освободить территорию аудиенсии Кито. В первой патриоты потерпели поражение от роялистской армии в битве при Хуачи (22 ноября 1820 г.), во второй после некоторых первоначальных успехов генерал Сукре потерпел поражение от армии роялистов 12 сентября 1821 года, по совпадению на том же месте, где произошла предыдущая битва (Вторая битва при Хуачи). Эта вторая кампания завершилась подписанием перемирия между патриотами и испанцами 19 ноября 1821 года.

## Планирование
Вернувшись из очередного похода на Гуаякиль, Антонио Сукре начал планирование нового наступления на Кито. Он пришел к выводу, что наилучшим планом действий было бы наступать обходным путём, продвигаясь вверх по Андам в направлении Кито. Этот план имел несколько преимуществ. Обходной путь позволит Сукре дождаться подкрепления, которое должно прибыть из Перу. Кроме того, постепенное и медленное продвижение из низменностей вверх по Андам позволило бы адаптировать войска к климату. Более того, это был единственный способ избежать столкновений, ещё на подходе к Кито.

## Начало кампании
В начале января 1822 года Сукре открыл новую кампанию. Его армия теперь насчитывала примерно 1700 человек. 18 января 1822 года армия двинулась маршем на Мачалу. 9 февраля 1822 года, перейдя Анды, к Сукре присоединились 1500 человек Перуанской дивизии, в том числе 3 кавалерийских эскадрона по 300 человек и один артиллерийский полк. Столкнувшись с силами численностью около 3000 человек, отряд испанской кавалерии численностью 900 человек, прикрывавший Куэнку, отступил на север. Таким образом, Куэнка была отбита Сукре 21 февраля 1822 года без единого выстрела.
В течение марта и апреля испанцы продолжали продвигаться на север, успешно избегая сражения с сепаратистами. Тем не менее, 21 апреля 1822 года, недалеко от Риобамбы, произошло ожесточенное столкновение. К концу дня испанцы оставили поле боя, в то время, как основная часть армии Сукре продолжила захват Риобамбы, оставаясь там до 28 апреля, прежде чем возобновить наступление на север.

## Наступление на Кито
Ко 2 мая 1822 года основные силы Сукре достигли города Латакунга, в 90 км к югу от Кито. Там он ожидал прибытия подкрепления, в основном колумбийского батальона, и новых разведданных о местонахождении испанской армии. Тем временем испанцы оборудовали опорные пункты и артиллерийские позиции на главных горных перевалах, ведущих к Кито. Сукре, стремясь избежать лобового столкновения, решил продвигаться вдоль флангов позиций испанцев, двигаясь вдоль склонов вулкана Котопахи, чтобы достичь тыла. К 14 мая армия Аймериха, почувствовав намерения Сукре, начала отступать, достигнув Кито к 16 мая.

## Восхождение на Пичинчу
В ночь с 23 на 24 мая 1822 года армия Сукре, численностью 2971 человек, начала подниматься по склонам Пичинчи. Несмотря на усилия, предпринятые войсками, продвижение вверх по склонам вулкана было медленнее, чем ожидалось, поскольку небольшой дождь, который шел ночью, превратил тропы, ведущие в гору, в болота.
К рассвету армия оказалась всего на полпути вдоль горы, на высоте 3500 метров над уровнем моря, и на виду у часовых испанцев в Кито. В 8 часов, обеспокоенный медленным продвижением, Сукре приказал остановиться, приказав своим командирам спрятать свои батальоны как можно лучше. Он послал часть батальона «Касадорес дель Пайя» вперед в разведывательной роли, за которым последовал другой перуанский батальон «Трухильо». Полтора часа спустя, люди Пайа были внезапно поражены метким мушкетным залпом. Битва началась.

## Битва

Изображение битвы при Пичинче

Сукре не знал, что на рассвете часовые, расставленные вокруг Кито, действительно увидели его войска, марширующие по вулкану. Аймерих, теперь осведомленный о намерении генерала обойти его с фланга, взобравшись на Пичинчу, приказал своей армии — 1894 человека — немедленно подняться на гору, намереваясь встретиться с Сукре прямо здесь и сейчас.
На крутых склонах Пичинчи, среди глубоких оврагов и густого подлеска, было мало места для манёвра. Люди с Пайи, оправившись от первоначального шока, заняли позиции под уничтожающим огнем, ожидая подхода «Трухильо». Пораженный Сукре, надеясь только на то, что испанцы будут ещё более истощены, чем его собственные войска, начал с отправки батальона Ягуачи (эквадорцев). Колумбийцы из Альто-Магдалены попытались совершить фланговый ход, но безуспешно, так как пересеченная местность сделала это невозможным. Вскоре Пайя, Барресуэта и Ягуачи, понеся большие потери и испытывая недостаток боеприпасов, начали отступать.
Теперь все, казалось, зависело от личного состава британских легионов, который доставлял столь необходимые резервные боеприпасы и дополнительный персонал, но точное местонахождение которого было неизвестно. С течением времени испанцы, казалось, одержали верх. Трухильо был вынужден отступить, в то время как батальон Пьюра (перуанцы) бежал, прежде чем вступить в контакт с противником. В отчаянии части Пайа, находившейся в резерве, было приказано перейти в атаку. Обе стороны понесли тяжелые потери, но для сепаратистов ситуация стабилизировалась.
Во время марша вверх по Пичинче Аймерих отделил свой передовой батальон от основных сил, приказав ему направиться к вершине вулкана, чтобы напасть на тыл сепаратистов и прорвать их оборону. Батальон «Арагон» — ветераны испанского подразделения, повидавший немало боев, теперь был выше сепаратистов. По счастливой случайности, как раз в тот момент, когда он собирался атаковать ослабевшую линию сепаратистов, он был остановлен английским легионом. Вскоре в бой вступил батальон «Магдалена», и «Арагон», понеся большие потери, пошёл в отступление. Затем колумбийцы с «Магдалены» подошли к линии, чтобы заменить «Пайю», которая была вынуждена отступить, и атаковали линию испанцев, которая в конце концов была сломлена. В полдень Аймерих приказал отступать. Армия испанцев отступила вниз по склонам Пичинчи в сторону Кито. Колумбийцы достигли внешних границ Кито, но дальше не пошли, действуя по приказу своего командира, который благоразумно решил не пускать своих солдат в город. Таким образом, битва при Пичинче закончилась. С момента первого контакта до приказа об отступлении это продолжалось не более трех часов.

### Отчет Сукре
На следующий день после битвы, 25 мая, Сукре записал свой отчет о сражении:
«События при Пичинче привели к оккупации этого города (Кито), а также его фортов во второй половине дня 25-го, захвату и миру всего департамента и взятию 1100 пленных, 160 офицеров, 14 артиллерийских орудий, 1700 винтовок… Четыреста вражеских солдат и двести наших собственных лежат мертвыми на поле боя; мы также насчитали 190 раненых испанцев и 140 наших собственных… [A] монг последними являются капитаны Кабал, Кастро и Альзуро; лейтенанты Кальдерон и Рамирес и младшие лейтенанты Борреро и Аранго… Я особо отмечаю поведение лейтенанта Кальдерона, который, получив четыре ранения подряд, отказался покинуть поле боя. Вероятно, он погибнет, но я уверен, что правительство Республики выплатит его семье компенсацию за услуги, оказанные этим героическим офицером».
Так родилась легенда о Абдоне Кальдероне Гарайкоа, который вместе с Сукре стал символом памяти о Пичинче для новой эквадорской нации и национальным героем.

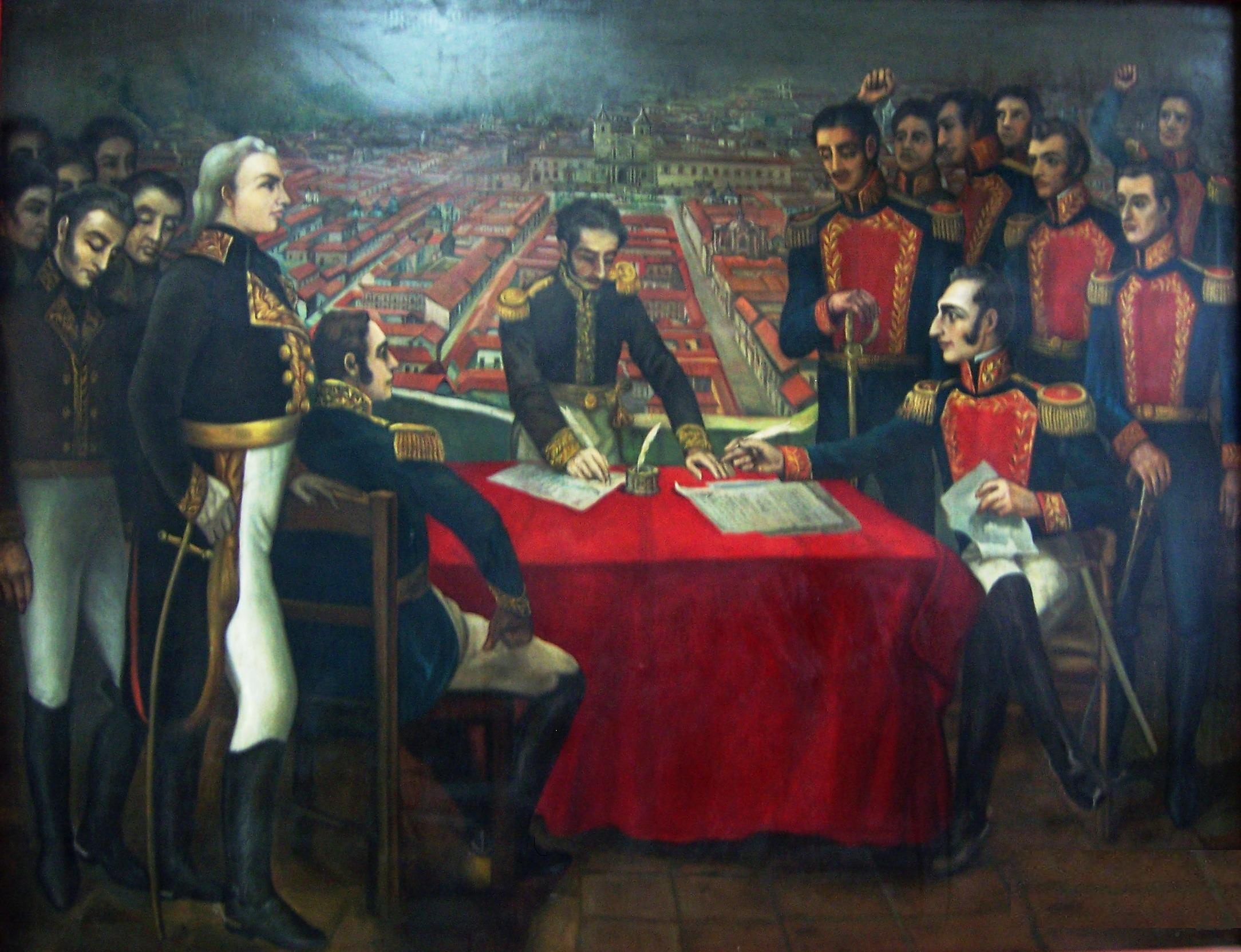
Капитуляция войск Аймериха

## Результаты
25 мая 1822 года Сукре и его армия вошли в город Кито, где он принял капитуляцию всех испанских войск. Провинция Кито была официально включена в состав Республики Колумбия. После этой битвы состоялась так называемая Гуаякильская конференция. В результате её Свободная провинция Гуаякиль была включена в состав Великой Колумбии.

## Отражение в культуре
Иногда битву называют «главнейшим сражением Эквадора». В Эквадоре день битвы является государственным праздником. На горе стоит мемориал, и каждый год 24 мая там проводят военный парад.